# Bajka o rybaku i rybce
Bajka o rybaku i rybce (tytuł oryginalny: Сказка о рыбаке и рыбке) – bajka Aleksandra Puszkina napisana w 1833 roku.

## Adaptacje filmowe
- 1937: Bajka o rybaku i rybce – radziecki film lalkowy z 1937 roku w reżyserii Aleksandra Ptuszko.
- 1950: Bajka o rybaku i rybce – radziecki film animowany z 1950 roku w reżyserii Michaiła Cechanowskiego.